# Dserschinsk
Dserschinsk (russisch Дзержи́нск, nicht zu verwechseln mit diversen gleichnamigen Städten in Belarus und der Ukraine) ist eine Großstadt in Russland am Fluss Oka in der Oblast Nischni Nowgorod. Sie hat 240.742 Einwohner (Stand 14. Oktober 2010).

## Geschichte
Die Stadt wurde 1920 gegründet und hieß zunächst Rastjapino (russisch Растя́пино), 1929 wurde sie nach dem Bolschewiken und Gründer der Tscheka, Felix Dserschinski, in Dserschinsk umbenannt. 1930 gab die sowjetische Führung im Zuge der Industrialisierung der Sowjetunion den Befehl, am Ort der Siedlung Rastjapino eine große Industriestadt anzulegen. Dserschinsk entwickelte sich zu einem der wichtigsten Chemie-Industriestandorte in der Sowjetunion, was mit enormen Umweltbelastungen verbunden war.
In der Stadt bestand das Kriegsgefangenenlager 469 für deutsche Kriegsgefangene des Zweiten Weltkriegs.

### Bevölkerungsentwicklung
| Jahr | Einwohner |
| ---- | --------- |
| 1939 | 103.407   |
| 1959 | 164.337   |
| 1970 | 221.291   |
| 1979 | 257.119   |
| 1989 | 285.071   |
| 2002 | 261.334   |
| 2010 | 240.742   |
| 2017 | 231.797   |

Anmerkung: Volkszählungsdaten

## Kultur und Sehenswürdigkeiten
Heute gibt es in Dserschinsk ein Puppentheater, ein Dramentheater und außerdem ein seit 1932 bestehendes Heimatkundemuseum. Des Weiteren gibt es in der Nähe der Stadt die architektonisch interessanten NIGRES-Stromleitungsmasten.

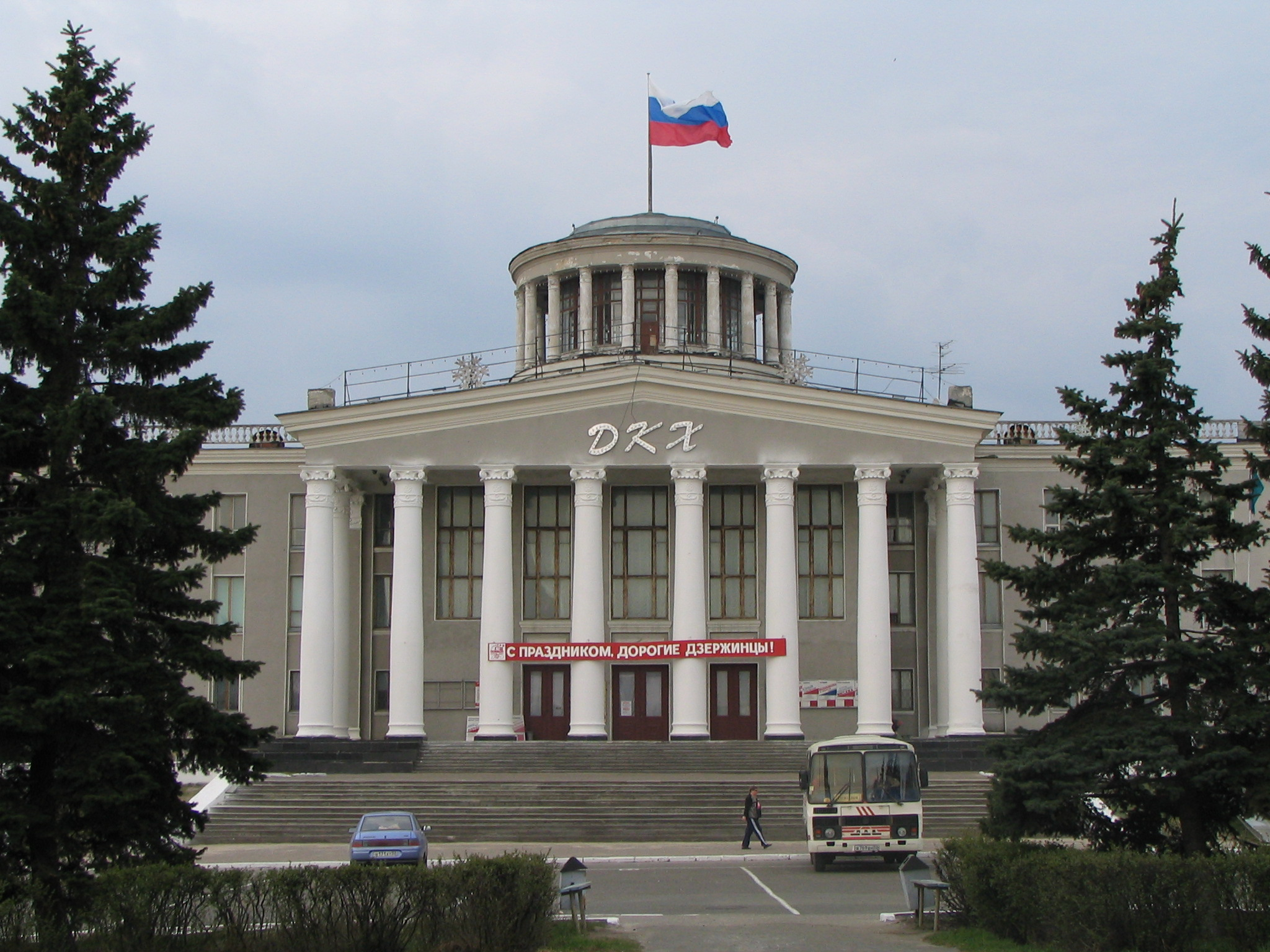
Der „Kulturpalast der Chemiker“ in Dserschinsk
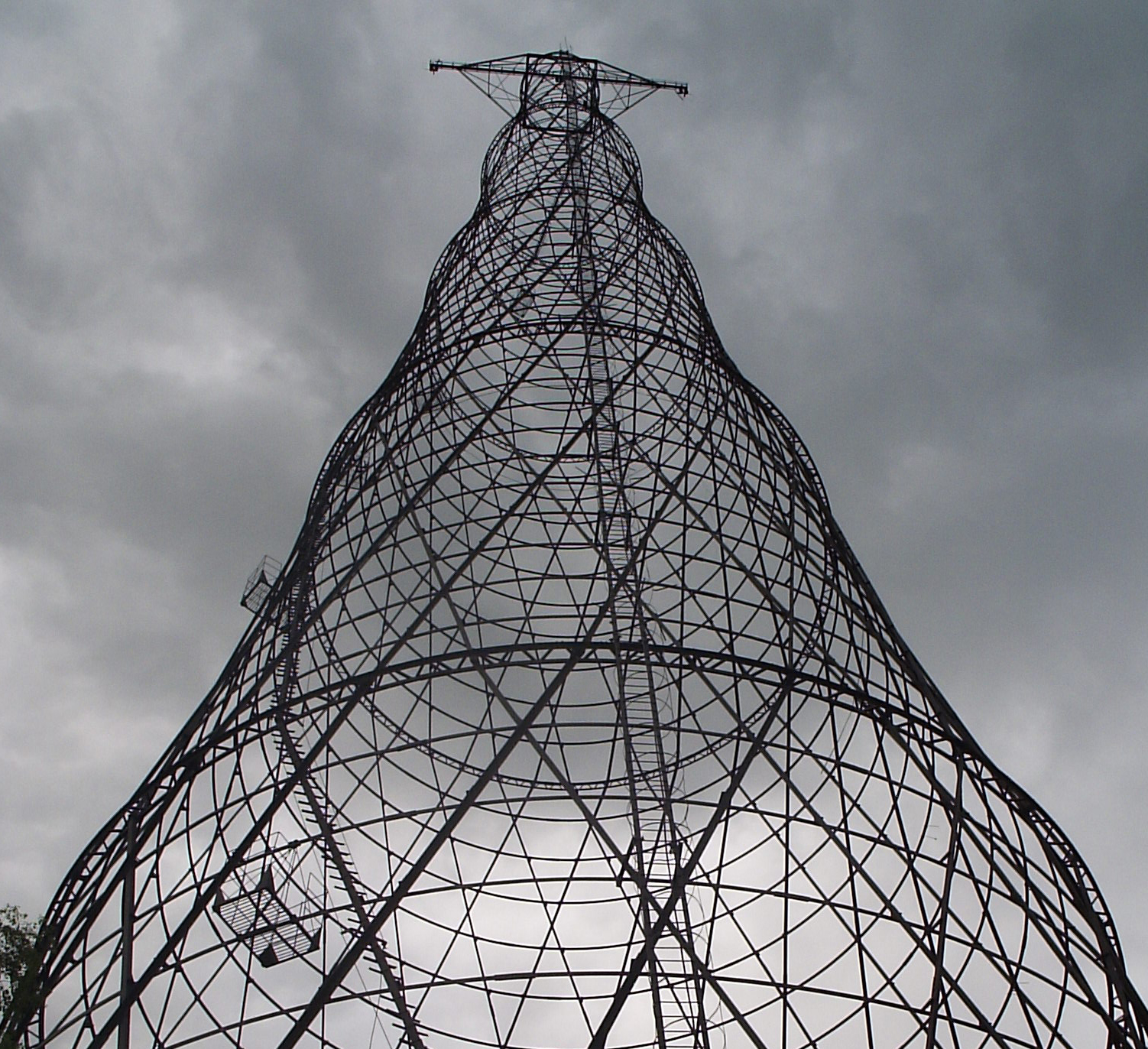
NIGRES-Stromleitungsmast an der Oka in der Nähe von Dserschinsk

## Wirtschaft
In Dserschinsk sind die Chemiebetriebe Sawod im. Ja. M. Swerdlowa, Orgsteklo, Awijabor, Sintes Oka (mit Chimsorbent) und Sawod sintanolow (Norkem) sowie die Plastikproduzenten DPO Plastik, Biochimplast und Nischpolimerupak ansässig.
Außerdem haben die ausländischen Konzerne Wella, Knauf Gips, Lanxess, Liebherr, TK Uhde und Danieli hier Standorte aufgebaut.

## Sonstiges
Die Stadt wurde im Oktober 2006 von der Umweltorganisation Blacksmith Institute zu einem der am stärksten verseuchten Orte der Welt gewählt. Diese „Nominierung“ wurde 2007 und 2013 jeweils erneuert, da die Sanierung auf sich warten lässt. In Dserschinsk hätten Männer demnach eine Lebenserwartung von 42 Jahren und Frauen von 47 Jahren. Nach Angaben der Stadtverwaltung vom Juni 2011 beträgt dagegen die mittlere Lebenserwartung der Einwohner mit 64 Jahren lediglich 1,5 Jahre weniger als im gesamtrussischen Durchschnitt.

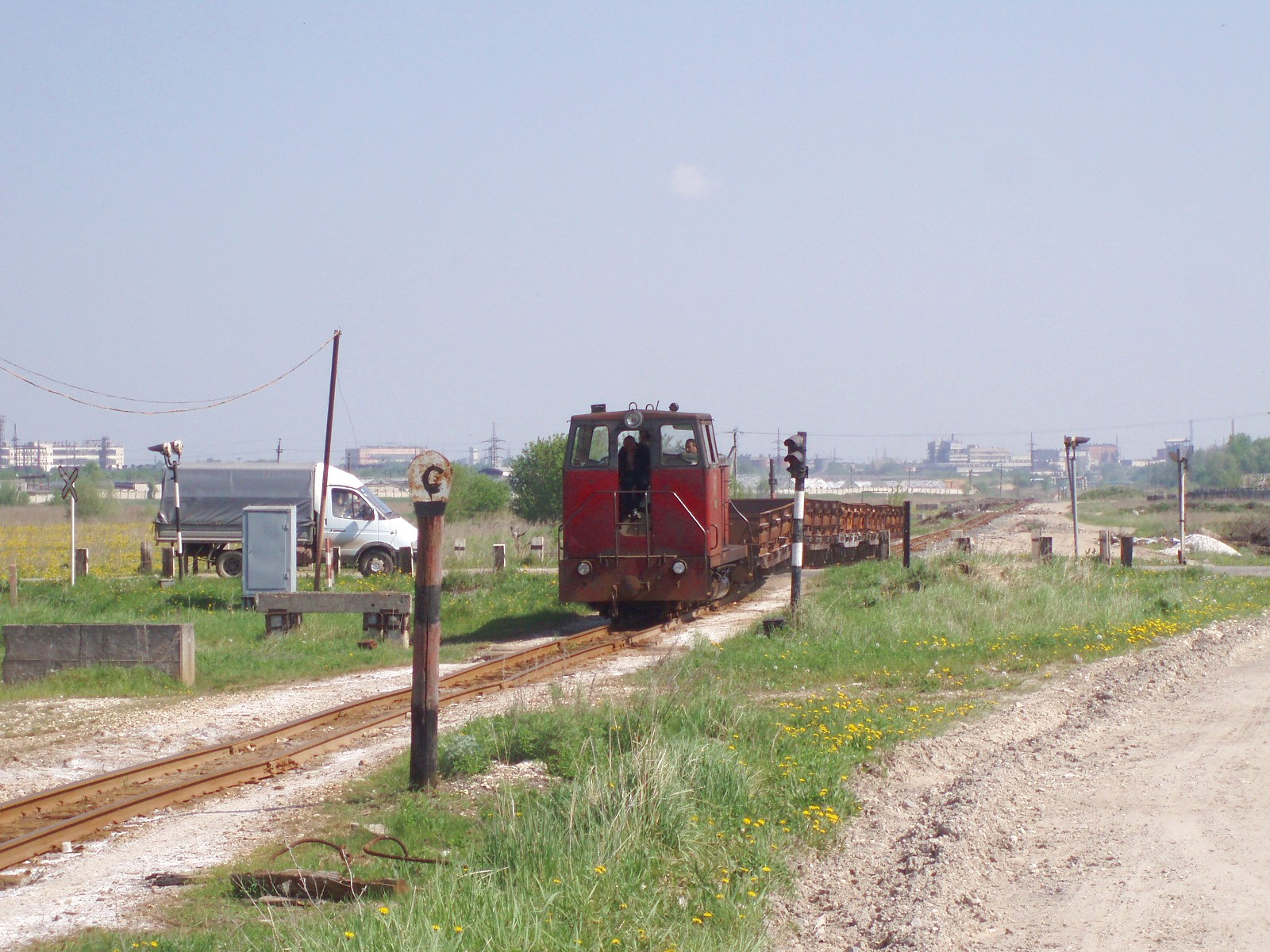
Caprolactam-Werksbahn (750 mm)

Die Stadt war zur Zeit des Kalten Krieges ein Zentrum für die Herstellung der sowjetischen Chemiewaffen, darunter Sarin und Senfgas. Die dabei verwendeten Chemikalien wurden in einer Wasser führenden Bodenschicht abgelagert, die auch die Stadt mit Trinkwasser versorgt.
Dazu stellt der Umweltgiftreport 2013 – herausgegeben vom Blacksmith Institute und der Stiftung Internationales Grünes Kreuz – fest, dass der Industriestandort Dserschinsk als hochgradig verseucht zu betrachten ist, da neben Leckagen und anderen Unfällen in den Jahren 1930 bis 1998 etwa 300.000 Tonnen chemischer Abfälle unsachgemäß entsorgt wurden.
Am 1. Juni 2019 ereignete sich eine schwere Explosion in der Stadt, nach offiziellen Angaben in einer Sprengstofffabrik. Über der Stadt war anschließend eine Hunderte Meter hohe Pilzwolke zu sehen. Nach Berichten der Behörden gab es 79 Verletzte.

## Städtepartnerschaften
Dserschinsk listet folgende Partnerstädte auf:
- Druskininkai, Litauen, seit 2009
- Hrodna, Belarus, seit 2005
- Bitterfeld-Wolfen, Deutschland, seit 1996 (zunächst Partnerstadt von Bitterfeld, nach der Fusion mit Wolfen nun von Bitterfeld-Wolfen).[12]

## Söhne und Töchter der Stadt
- Gennadi Woronin (1934–2004), Eisschnellläufer[13]
- Waleri Plotnikow (* 1940), Boxer[14]
- Eduard Limonow (1943–2020), Schriftsteller und Politiker
- Jewgeni Scharonow (* 1958), Wasserballspieler und Olympiasieger[15]
- Michail Seslawinski (* 1964), Politiker und Bibliophiler
- Oleg Deripaska (* 1968), Unternehmer
- Sergei Sorokin (* 1969), Eishockeyspieler
- Natali (* 1974), Sängerin
- Yana Tyulkova (* 1977), US-amerikanisch-russische Pianistin, Komponistin, Jazz-Sängerin und Musikwissenschaftlerin
- Tetjana Lasarewa (* 1981), ukrainische Ringerin
- Natalja Pantelejewa (* 1983), Mittelstreckenläuferin
- Olga Kotschnewa (* 1988), Degenfechterin
- Wioletta Kolobowa (* 1991), Degenfechterin
- Nikita Kriwzow (* 2002), Fußballspieler
- Artjom Schmykow (* 2002), Fußballspieler